# Schopfloch, Baden-Württemberg
Schopfloch är en kommun och ort i Landkreis Freudenstadt i regionen Nordschwarzwald i Regierungsbezirk Karlsruhe i förbundslandet Baden-Württemberg i Tyskland.
Kommunen ingår i kommunalförbundet Dornstetten tillsammans med staden Dornstetten och kommunerna Glatten och Waldachtal.